# New York Film Critics Circle Award alla miglior opera prima
Il New York Film Critics Circle Award alla miglior opera prima (New York Film Critics Circle Award for Best First Film) è un premio assegnato annualmente dal 1997 dai membri del New York Film Critics Circle alla miglior opera prima di un regista distribuito negli Stati Uniti nel corso dell'anno.

## Albo d'oro

### Anni 1990
- 1997: Neil LaBute - Nella società degli uomini (In the Company of Men)
- 1998: Richard Kwietniowski - Amore e morte a Long Island (Love and Death on Long Island)
- 1999: Spike Jonze - Essere John Malkovich (Being John Malkovich)

### Anni 2000
- 2000: David Gordon Green - George Washington
- 2001: Todd Field - In the Bedroom
- 2002: Dylan Kidd - Roger Dodger
- 2003: Shari Springer Berman e Robert Pulcini - American Splendor
- 2004: Joshua Marston - Maria Full of Grace
- 2005: Bennett Miller - Truman Capote - A sangue freddo (Capote)
- 2006: Ryan Fleck - Half Nelson
- 2007: Sarah Polley - Away from Her - Lontano da lei (Away from Her)
- 2008: Courtney Hunt - Frozen River - Fiume di ghiaccio (Frozen River)
- 2009: Steve McQueen - Hunger

### Anni 2010
- 2010: David Michôd - Animal Kingdom
- 2011: J. C. Chandor – Margin Call
- 2012: David France - How to Survive a Plague
- 2013: Ryan Coogler - Prossima fermata Fruitvale Station (Fruitvale Station)
- 2014: Jennifer Kent - Babadook (The Babadook)
- 2015: László Nemes - Il figlio di Saul (Saul fia)
- 2016:
  - Kelly Fremon Craig - 17 anni (e come uscirne vivi) (The Edge of Seventeen)
  - Trey Edward Shults - Krisha
- 2017: Jordan Peele - Scappa - Get Out (Get Out)
- 2018: Bo Burnham - Eighth Grade - Terza media (Eight Grade)
- 2019: Mati Diop - Atlantique

### Anni 2020
- 2020: Radha Blank - The 40-Year-Old Version
- 2021: Maggie Gyllenhaal - La figlia oscura[2]
- 2022: Charlotte Wells - Aftersun[3]
- 2023: Celine Song - Past Lives [4]
- 2024: Janet Planet, regia di Annie Baker[5]